# Lieux saints de l'islam
Les lieux saints de l'islam sont les endroits auxquels l'islam voue la plus grande importance.
Ils ont été le lieu des événements marquant les origines de l'islam. Ce sont également les seuls lieux reconnus pour le pèlerinage. En plus de trois sites communs à tous les courants de l'islam, les chiites considèrent comme sacrés plusieurs édifices répartis en Iran et en Irak. Pour être un lieu saint, le nom de la ville doit être explicitement écrit et non suggéré.[C'est-à-dire ?]

## Lieux sacrés communs à toutes les branches de l'islam
La Kaaba est considérée comme le lieu le plus sacré, suivie du Masjid an-Nabawi ou mosquée du Prophète en second. Les deux premiers se trouvent en Arabie saoudite.

### Hijaz

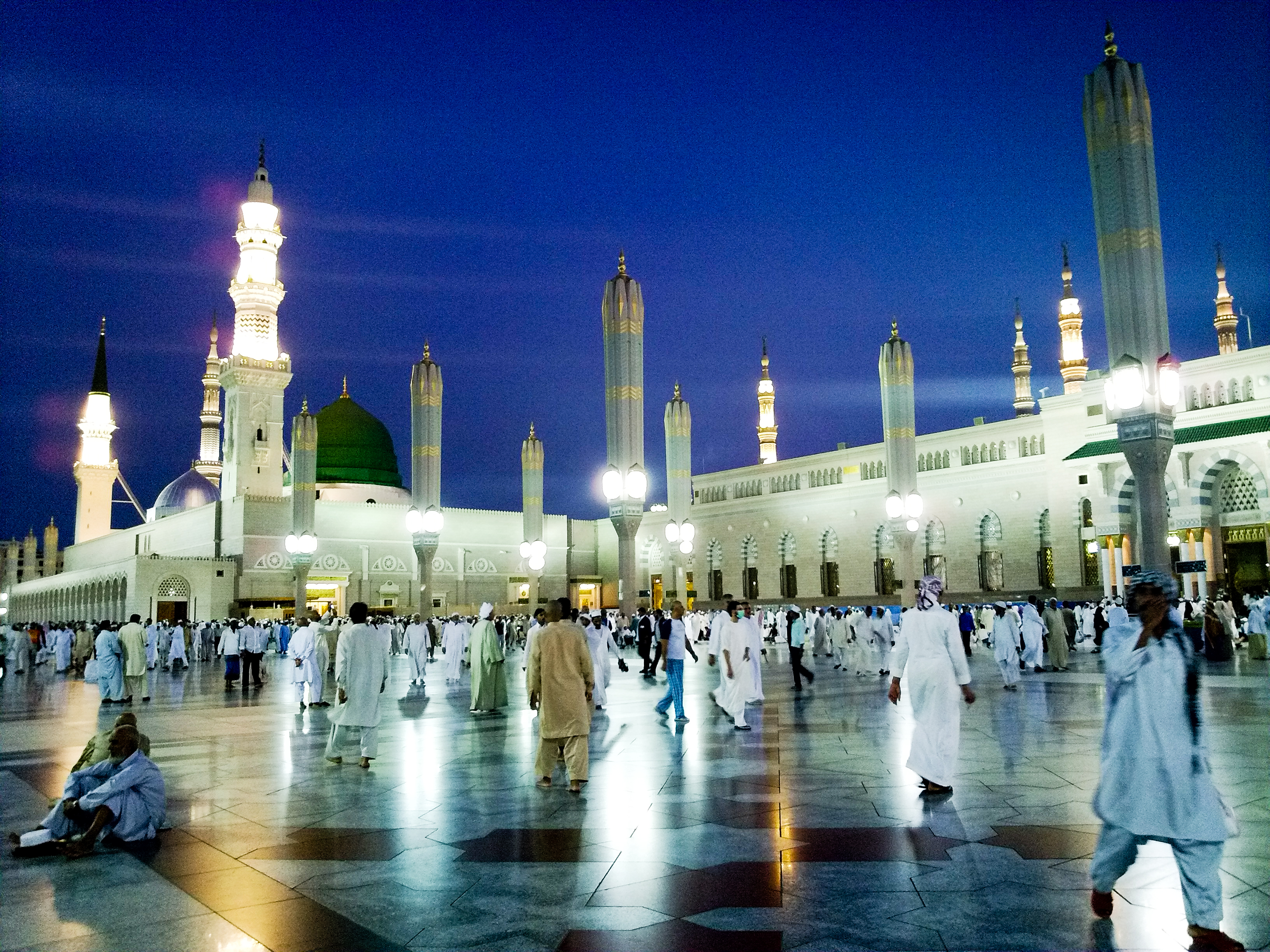
Masjid an-Nabawi (mosquée du Prophète) avec son dôme vert visible au centre

Al-Masjid an-Nabawi (arabe : المسجد النبوي) ou la mosquée du Prophète, située à Médine, est le second lieu saint de l'islam.
L'édifice était à l'origine la demeure de Mahomet ; il s'y installa après son exil vers Médine, et y a construit plus tard une grande mosquée. Il a lui-même participé à la construction. La mosquée originelle était un bâtiment à ciel ouvert. La mosquée faisait également office de lieu de rassemblement, de tribunal, et d'école religieuse. On y trouvait une plateforme surélevée pour les personnes qui enseignaient le Coran. Le plan du bâtiment a servi de modèle pour la construction d'autres mosquées à travers le monde.
C'est le Prophète Mahomet qui la construisit à l'origine, puis les dirigeants successifs l'agrandirent et l'aménagèrent. Construit en l'an 1817 et peint en vert en 1839, le dôme vert est son trait caractéristique et est retrouvé au centre de la mosquée (voir ci-contre) ; il marque l'emplacement de la tombe de Mahomet : il est par conséquent appelé le « Dôme du Prophète ».
Les tombes des deux premiers califes, Abou Bakr et 'Oumar jouxtent celle de Mahomet.

#### Sites secondaires

##### Masjid Quba
La mosquée de Quba (en arabe : مسجد قباء) dans la périphérie de Médine, en Arabie saoudite, est la première mosquée islamique jamais construite. Ses premières pierres ont été posées par Mahomet durant son émigration de La Mecque à Médine et la construction de la mosquée a été achevée par ses compagnons. Mahomet a passé plus de vingt nuits dans cette mosquée (après avoir émigré) à prier le qasr (une courte prière) alors qu'il attendait Ali dont la maison était derrière la mosquée. Mahomet avait l'habitude de venir là, à cheval ou à pied tous les samedis pour prier deux rak'a. Il conseilla aux autres de faire de même, disant : « Quiconque fait ses ablutions à la maison et se rend à la mosquée de Quba pour prier, celui-là aura une récompense égale à une umrah ». Ce hadith est rapporté par Ahmad, Nasa'i, Ibn Majah et Al-Hakim.

##### Hira

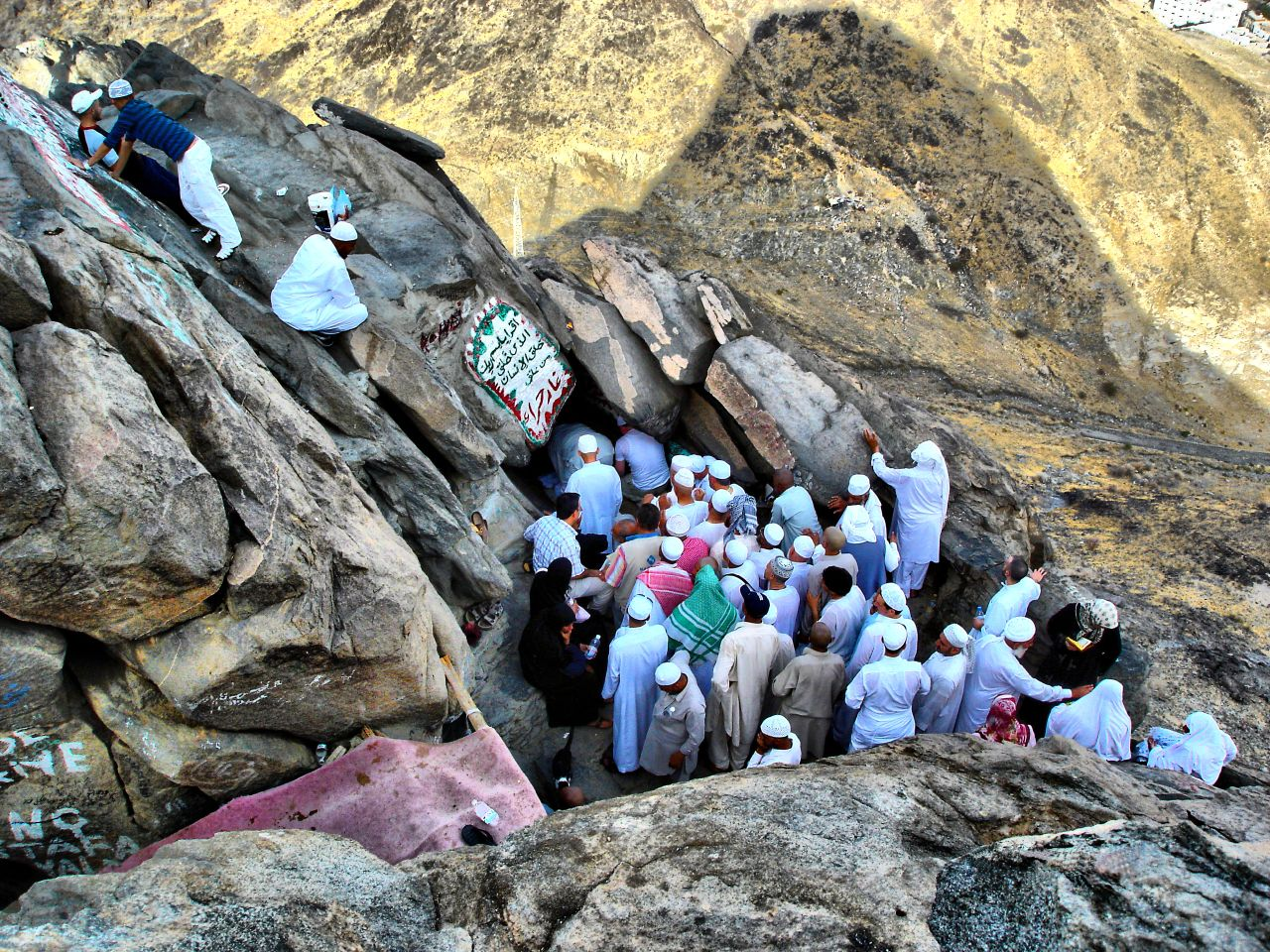
La grotte de Hira

Hira (en arabe : غار حرا) est une grotte près de La Mecque, sur la montagne Djébel el-Nour dans le Hedjaz en Arabie saoudite actuelle. Elle est connue pour être le lieu où les musulmans pensent que Mahomet a reçu la première révélation de Dieu par l'intermédiaire de l'ange Gabriel. Elle est située à un kilomètre de la maison du Prophète et est de forme rectangulaire dont l'allongement se dirige vers la kaaba.

### Autres lieux saints

#### al-Ḥaram al-Šarīf, à Jérusalem

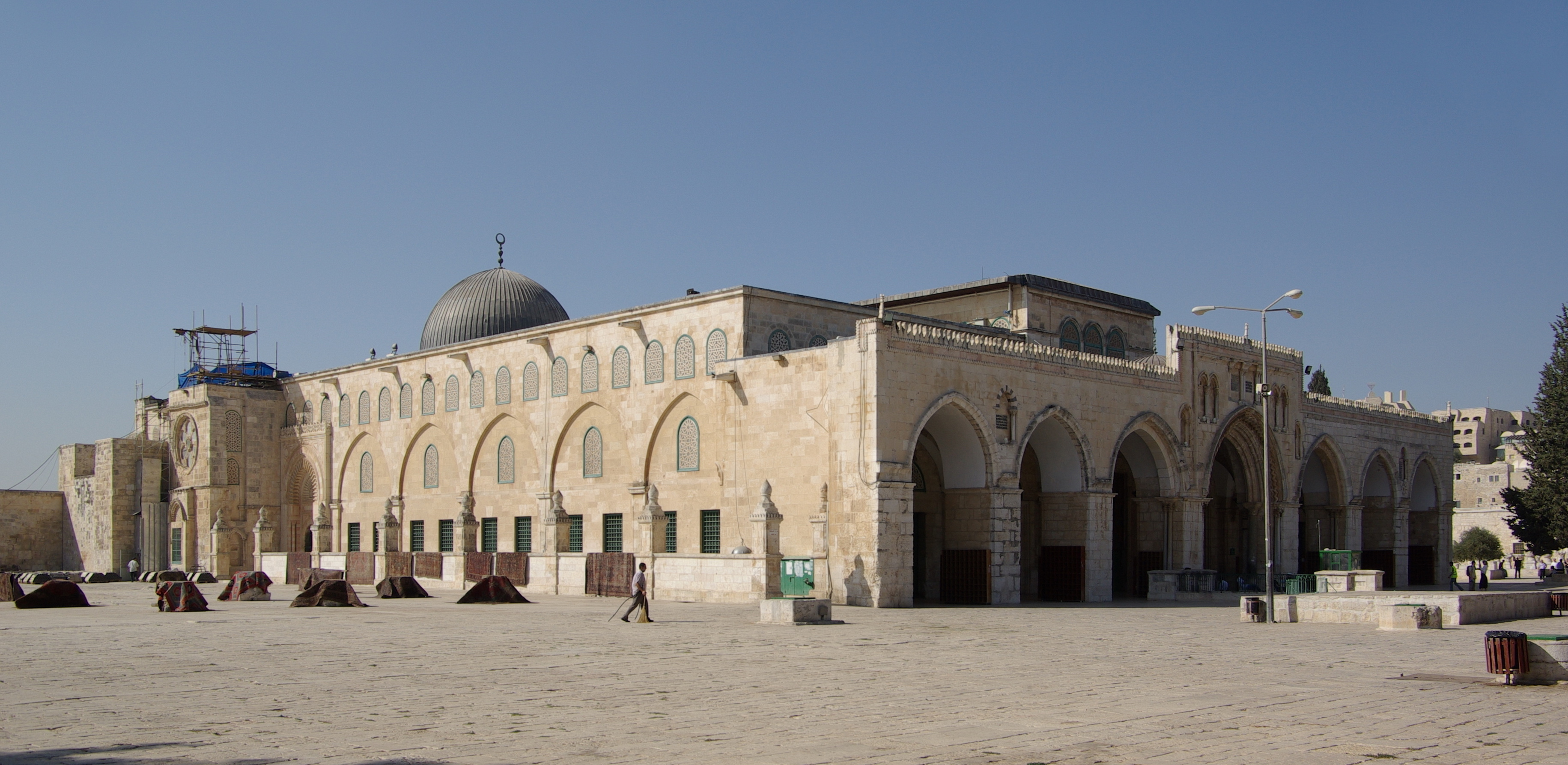
La mosquée al-Aqsa

La mosquée al-Aqsa (français : la mosquée la plus éloignée) est le terme générique et le plus ancien pour désigner un lieu figurant aujourd'hui le complexe de bâtiments religieux musulmans de Jérusalem qui se compose de la mosquée al-Aqsa, du dôme du rocher, de la mosquée du Bourak et d'autres édifices plus modestes. Il est considéré comme étant le troisième lieu saint de l'islam. Si le nom de Jérusalem n'y figure pas, le terme al-aqsa (la plus éloignée) se trouve dans le Coran :

« Gloire à Celui qui fit voyager de nuit Son Serviteur de la Mosquée sacrée à la Mosquée la plus éloignée dont Nous avons béni les alentours, afin de lui faire découvrir certains de Nos signes ! Dieu est, en vérité, l’Audient et le Clairvoyant. »

Coran 17:1
La mosquée al-Aqsa qui est identifiée comme « la plus éloignée » au VIIe ou au début du VIIIe siècle, est sacrée parce que la première des deux qiblas (en arabe : اولى القبلتين) était Jérusalem. Dans la tradition islamique, al-Aqsa est appelée le deuxième masjid (en arabe : ثاني المسجدين). La mosquée est également le troisième sanctuaire saint (en arabe : ثالث الحرمين) du droit islamique.
Bien qu'il n'y ait pas eu de mosquée à l'époque de la rédaction du Coran, où ne figuraient sur ce lieu que les ruines de l'ancien Temple juif, les Musulmans croient que c'est à cet endroit que Mahomet a prié avec les autres principaux prophètes de l'Islam lors de l'ascension céleste. Une mosquée a été construite sur le Mont du Temple par Umar peu de temps après la conquête de la Palestine par les musulmans. Le Dôme du Rocher et la mosquée al-Aqsa actuels ont été bâtis par le célèbre calife Abd al-Malik à la fin de la période omeyyade. Ce lieu était appelé plus tardivement le Noble Sanctuaire.

#### Mosquée Nabi Habeel
Abel y serait enterré.

#### Grande mosquée de Kairouan
À côté des lieux mentionnés plus haut, il existe d'autres cités importantes dans l'Histoire de l'islam. Ainsi, en Tunisie, la ville de Kairouan, première cité de l'Occident musulman (fondée en 670 par le conquérant arabe Oqba Ibn Nafi), est le berceau de l'islam sunnite dans cette région ; elle est considérée, selon la tradition locale, comme la quatrième ville sainte[à développer] de l'islam. Parmi les hauts lieux de la ville qui font d'elle un endroit vénéré figurent principalement sa grande mosquée qui est le plus ancien édifice religieux du monde musulman occidental et la zaouïa de Sidi Sahab (mausolée d'un compagnon du Prophète). Harar, ville située à l'Est de l'Éthiopie est également parfois qualifiée de cinquième ville sainte de l'islam, même si aucune source théologique ne le ne confirme non plus.

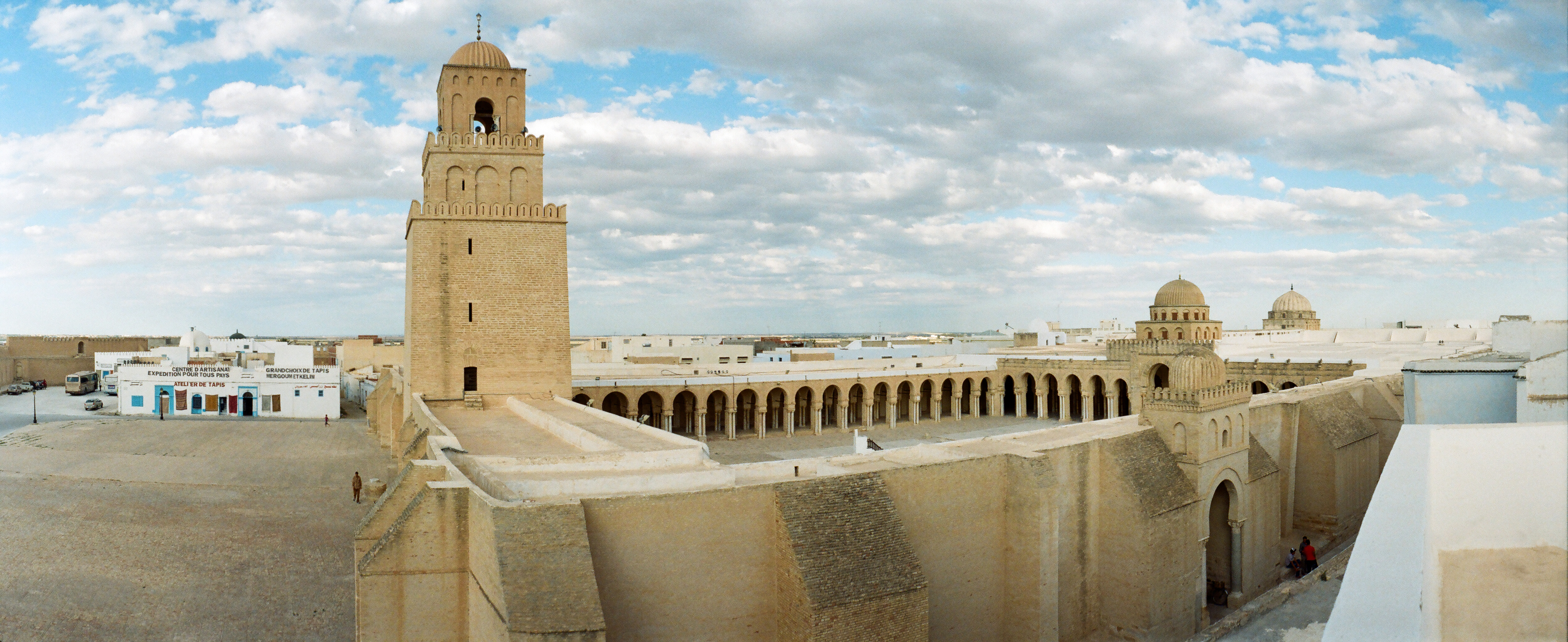
Vue de la grande mosquée de Kairouan (également appelée mosquée Oqba Ibn Nafi) ; fondée en 670, elle est la plus ancienne et la plus prestigieuse mosquée de tout l'Occident musulman. Elle est située dans la ville de Kairouan en Tunisie.

## Lieux sacrés spécifiques à la culture chiite
En plus des trois lieux saints cités plus hauts, les chiites ont plusieurs mosquées, cimetières et tombes qu'ils considèrent comme saints

### Mausolée de l'imam Ali à Najaf, en Irak

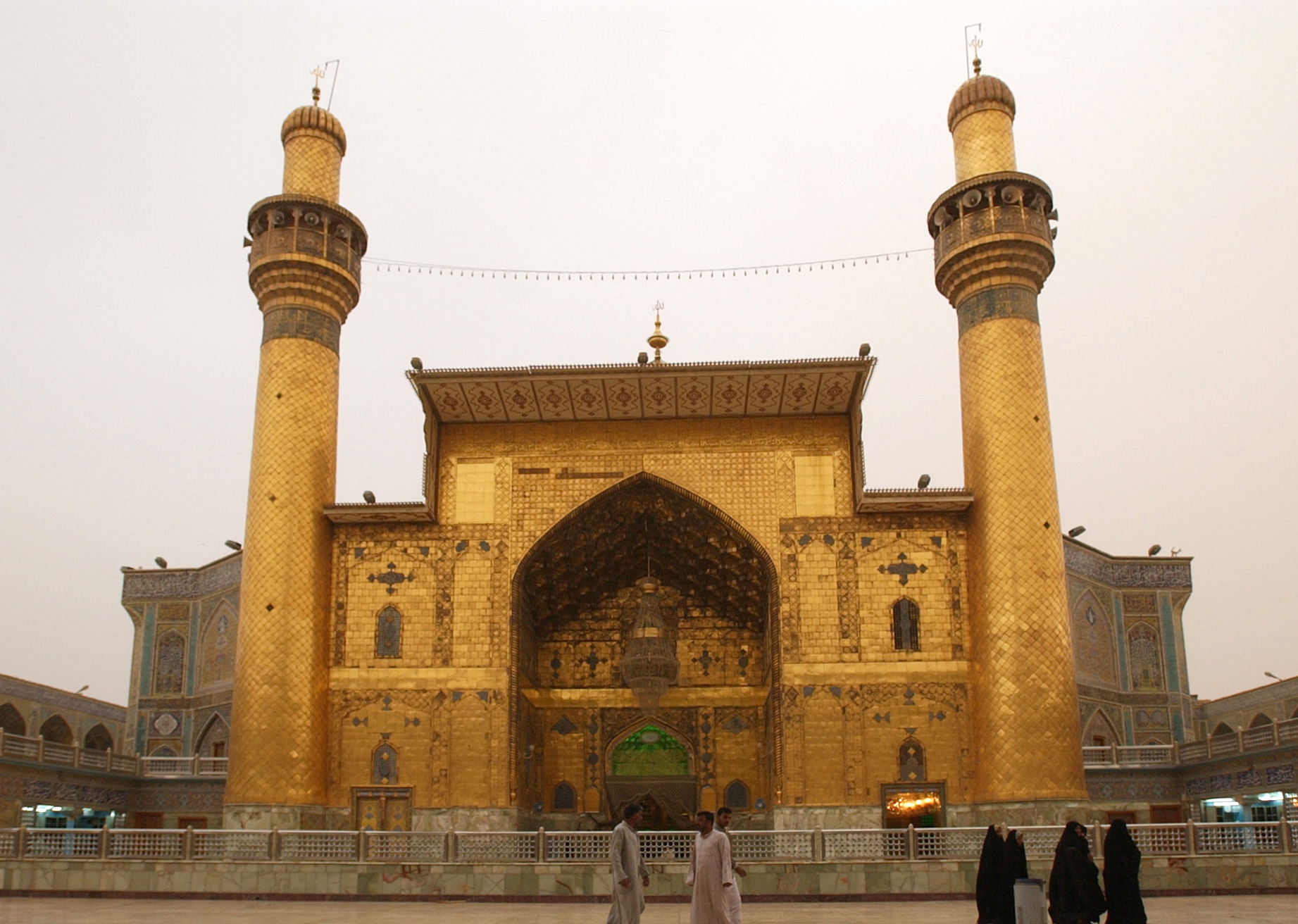
Vue extérieure de le mausolée de l'imam Ali.

Le mausolée de l'imam Ali contient la sépulture du Premier imam chiite, Ali ibn Abi Talib
Seraient également enterrés dans ce mausolée:
- Le prophète Adam[9],[10]
- Le prophète Noé[9],[10]

Ali ibn Abi Talib était le cousin et le gendre du prophète de l'islam Mahomet. Il est considéré par la tradition comme étant le premier calife légitime et le premier imam à la suite de la décision de Mahomet. Le lieu est visité par au moins 8 millions de pèlerins chaque année en moyenne, chiffre qui pourrait monter à 20 millions dans les années à venir.
Ali ne voulait pas que ses ennemis profanent sa tombe et a par conséquent demandé à ses amis et à sa famille de l'enterrer en secret. Ce lieu de sépulture secret aurait été révélé plus tard durant le califat abbasside par Jafar as-Sadiq, le sixième imam chiite. La plupart des chiites reconnaissent qu'Ali est enterré dans la mosquée de l'imam Ali, dans ce qui est actuellement la ville de Najaf (qui s'est développée autour du mausolée).
Jafar as-Sadiq, le sixième imam, a aussi raconté que le mausolée de l'imam Ali était le troisième de cinq lieux saints : La Mecque, Médine, la mosquée de l'imam Ali à Najaf, le mausolée de l'imam Husayn à Kerbala et le mausolée de Fatima al-Maasouma, fille de Musa al-Kadhim, à Qom.

« Dieu choisit cette terre [Najaf] comme demeure des prophètes. Je jure devant Dieu que nul autre plus honorable que le commandeur des croyants [Ali] vécut ici après (le temps de) ses pères purs, Adam et Noé. - Jafar as-Sadiq. »

### Mausolée de l'imam Hussein à Kerbala, en Irak

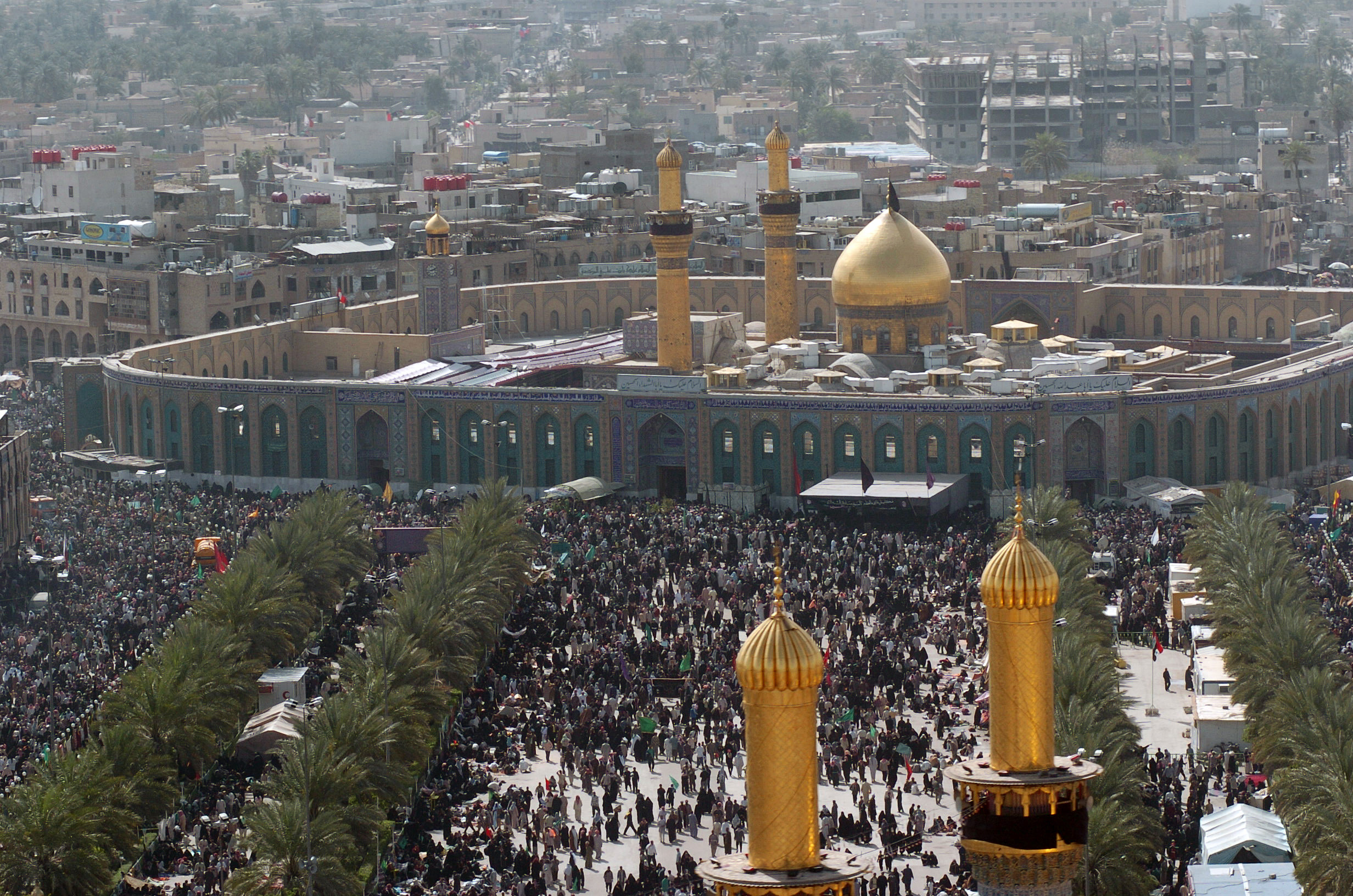
Mausolée de l'imam Hussein à Kerbala. On distingue aussi deux longs minarets du mausolée d'Abbas sur la photo.

La mausolée de l'imam Hussein abrite les tombes :
- de l'imam, Husayn ibn Ali, petit-fils de Mahomet,
- d'Ali al-Akbar, fils de Husayn,
- d'Ali al-Asghar, fils de Husayn,
- de Habib ibn Mazaher,
- de tous les martyrs de Kerbala,
- d'Ibrahim, fils de Musa al-Kadhim - septième imam du chiisme duodécimain.

La mosquée s'érige sur le lieu de la sépulture de Husayn ibn Ali, qui a été tué durant la bataille de Kerbala en 680,. Un million de pèlerins visitent la ville pour célébrer Achoura, qui marque l'anniversaire de la mort de Husayn ibn Ali. Il existe plusieurs traditions qui relatent le statut de Kerbala.

### Autres sites
- Jannatul Baqi à Médine, en Arabie saoudite
- Cimetière Jannatul Mu‘alla à La Mecque, en Arabie saoudite
- Mosquée de Sayyidah Zaynab à Damas, en Syrie

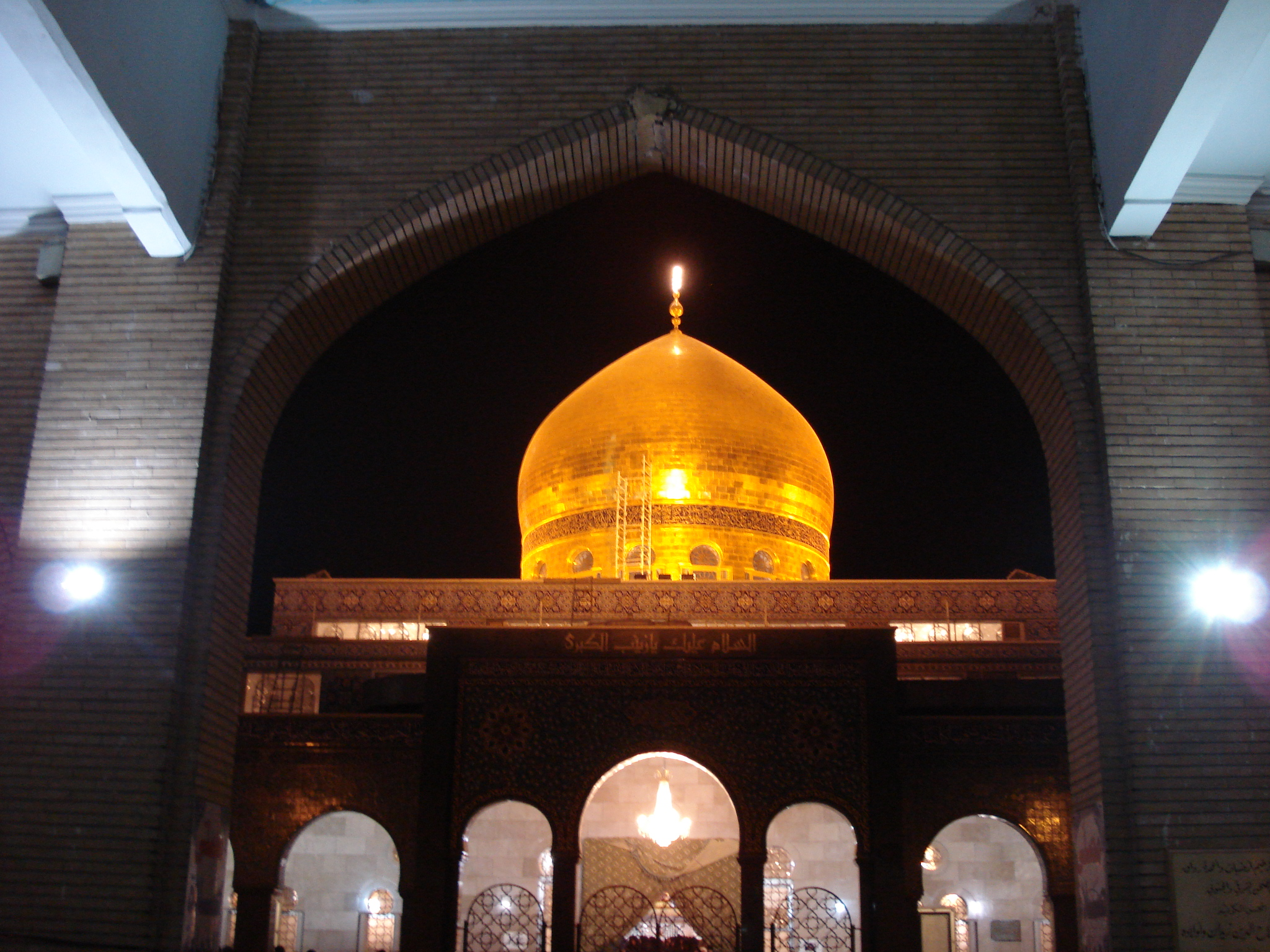
La mosquée de Sayyida Zeinab à Damas

- Mausolée Al-‘Abbas à Kerbala, en Irak
- La mosquée Sayyidah Ruqayya à Damas, en Syrie

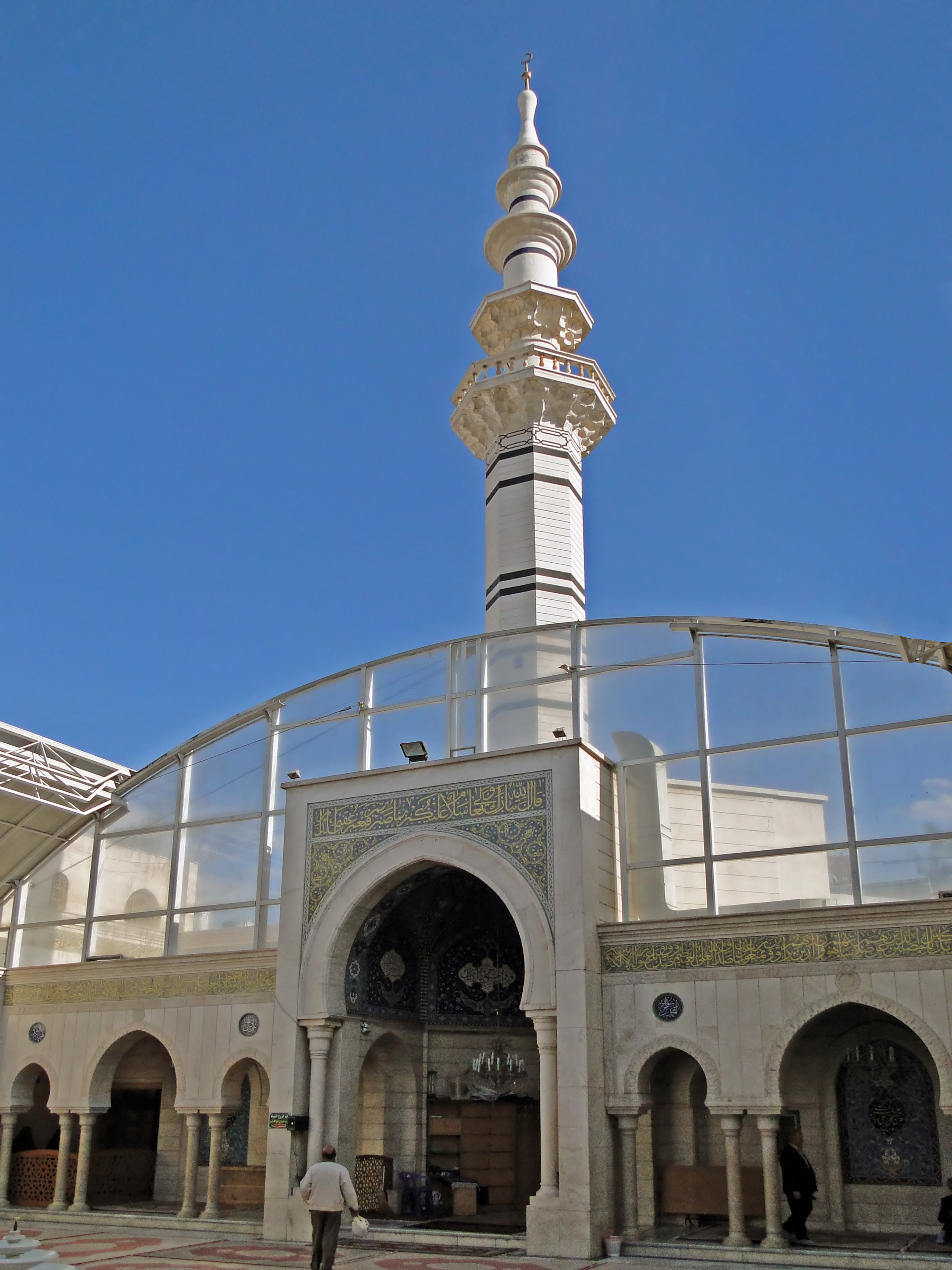
La mosquée Sayyidah Ruqayya à Damas

- Le cimetière Bab Saghir à Damas, en Syrie
- Autres tombes de la famille des imams
- Autres lieux associés à Mahomet
- Lieux associés aux imams, aux prophètes et à Kerbala
- Mosquées associées aux compagnons de Mahomet et aux Imams

### Sites sacrés spécifiques aux musulmans chiites duodécimains

#### Mausolée de l'imam Reza à Mashhad, en Iran
Le mausolée de l'imam Reza abrite la tombe du :
- huitième imam chiite, Ali ar-Ridha ou ar-Reza

Les chiites considèrent que l'imam Ridha a été empoisonné en ce lieu sur ordre du Calife Al Ma'mun. Cet endroit a ensuite été appelé Mashhad ar-Ridha (Le lieu du martyr d'Ali Ar-Ridha). À la fin du IXe siècle, une coupole a été édifiée sur la tombe et plusieurs bâtiments et des bazars ont essaimmé tout autour. Sur une période de plus d'un millénaire, la mosquée fut détruite et rebâtie plusieurs fois.
De nos jours, la mosquée de l'imam Reza à Mashhad, en Iran est un complexe composé du mausolée de l'imam Ridha, le huitième imam des chiites duodécimains. L'on trouve également dans le complexe un musée, une bibliothèque, un cimetière, une mosquée et de séminaires.

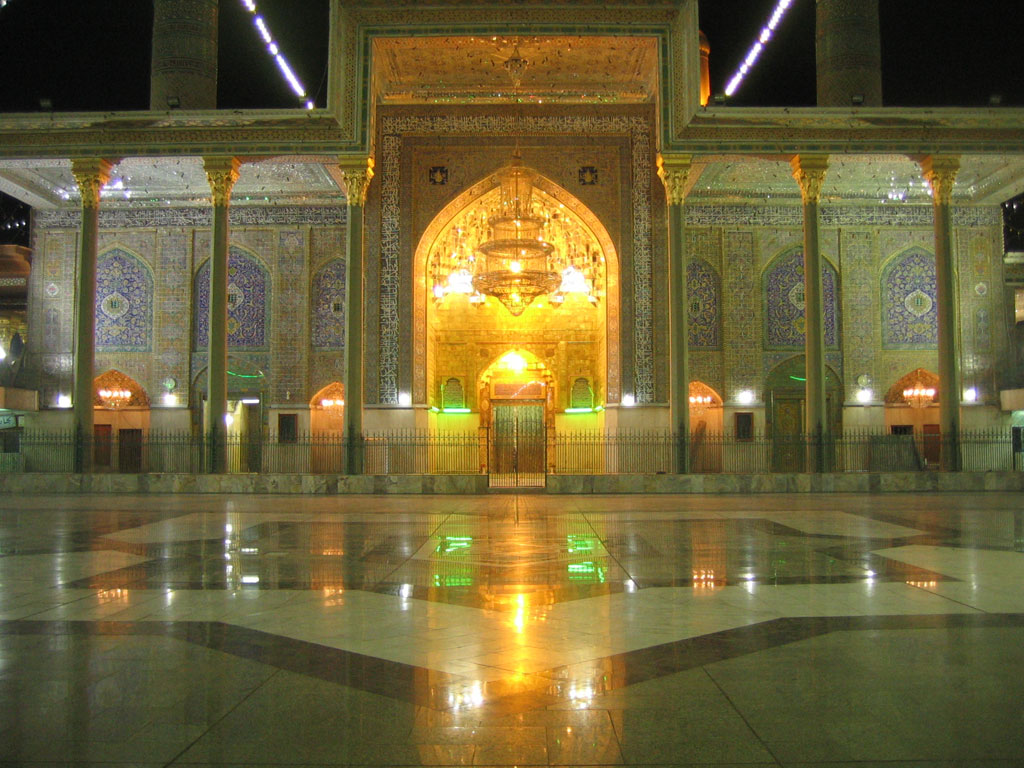
Le mausolée Al-Kadhimiya à Bagdad

#### Mausolée Al-Kadhimiya à Bagdad, en Irak
Le Mausolée Al-Kadhimiya abrite les tombes du :
- septième imam chiite, Musa al-Kadhim
- neuvième imam chiite, Muhammad al-Jawad

Sont également enterrés dans ce mausolée:
- Shaykh Mufīd
- Shaykh Nasīr ad-Dīn Tūsi

Ce mausolée est parfois considérée comme la troisième la plus sacrée de l'islam chiite,.

#### Mausolée Al ‘Askarī à Samarra, en Irak

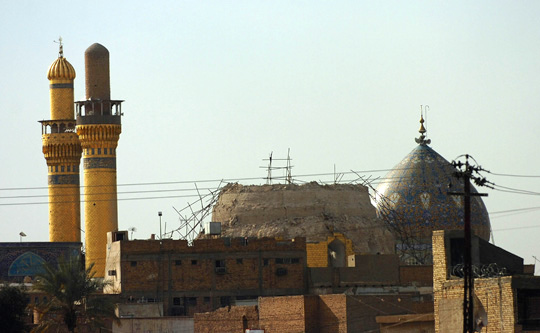
Sanctuaire Al-Askari après l'attentat de 2006

Le sanctuaire Al-Askari abrite les tombes du :
- dixième imam chiite, Ali Al Hadi
- onzième imam chiite, Hasan al-Askari

Sont également enterrés dans cette mosquée :
- Hakimah Khatun - la sœur de Alī Al Hadi
- Narjis Khatun - la mère de Muħammad al-Mahdi (douzième imam chiite)

La crypte d'où le douzième imam ou imam « caché », Muħammad al-Mahdī a disparu se trouve aussi dans cette mosquée.
À l'époque de l'attentat à la mosquée al-Askari en 2006 (en) à Samarra, on a affirmé que la mosquée était l'un des lieux les plus sacrés de l'islam chiite, seuls les sanctuaires de Najaf et de Kerbala ont plus d'importance.

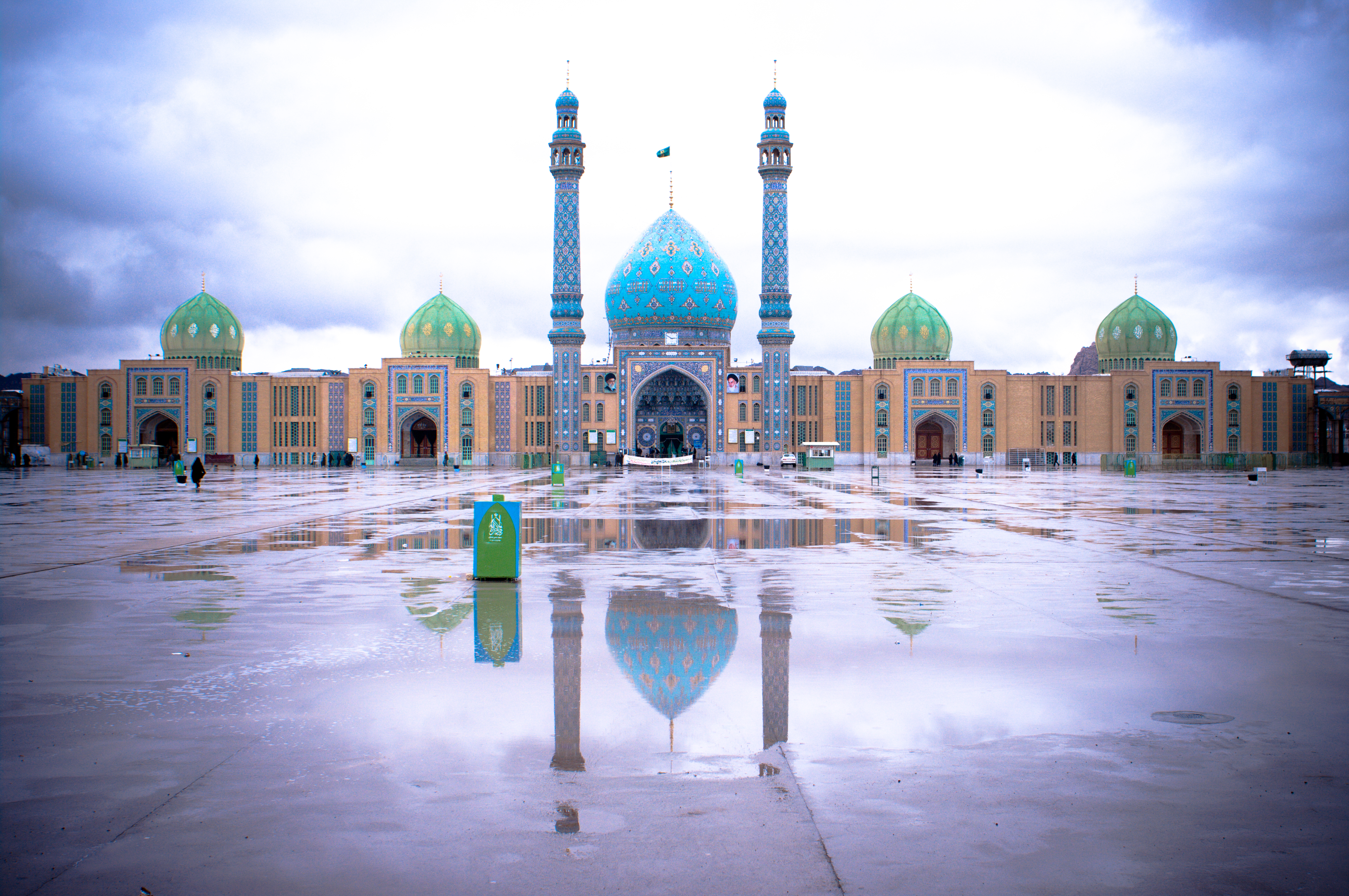
Mosquée de Jamkaran dans la banlieue à Qom

#### Mosquées associées au douzième imam chiite
Le dernier imam, considéré comme étant en vie et en état d'occultation, se voit associer deux mosquées :
- mosquée de Jamkaran à Qom, en Iran
- Masjid al-Sahlah à Koufa, en Irak

#### Mausolée de Fatimah al-Ma‘sumah à Qom, en Iran
La mosquée Fatimah al-Ma'sumah abrite les tombes de :
- Fatimah al-Ma‘sumah, la sœur du huitième imam chiite, Ali ar-Rida

Située à Qom, en Iran, la mosquée Fatima al-Ma'sumah est parfois considérée comme le troisième sanctuaire le plus saint de l'islam chiite. Des dizaines de séminaires et d'écoles religieuses ont eu pour cadre ce sanctuaire. Shah Abbas Ier a construit le complexe religieux au début du XVIIe siècle.

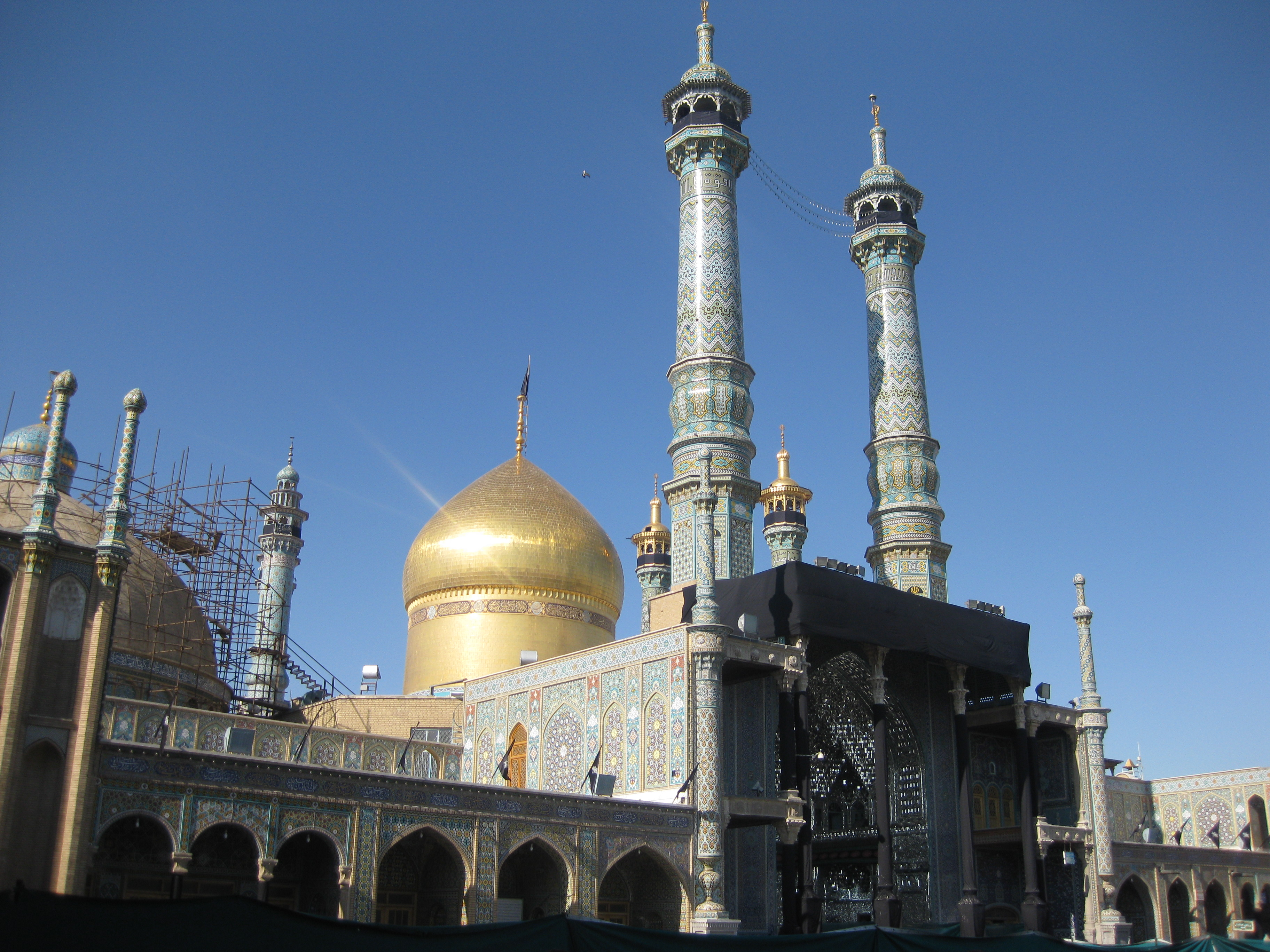
Mosquée Fatimah al-Ma'sumah à Qom.

#### Tombes d'autres membres de la famille de Mahomet
- Mausolée de Muhammad ibn ‘Ali al-Hadi - la dépouille de Muhammad, fils de ‘Ali al-Hadi y est enterrée, à Balad, en Irak
- Imamzadeh Salih à Téhéran, en Iran - accueille la tombe d'un des fils de Musa al-Kazim
- Mosquée du Shah Cheragh à Shiraz, en Iran - les frères de Ali ar-Rida y sont enterrés.
- Imamzadeh Hamzah (en) à Tabriz, en Iran - un autre fils de Musa al-Kazim y est enterré.
- Plusieurs Imamzadeh répartis à travers l'Iran et l'Irak.
- Tombe de Umm Harâm dans le Tekké Hala Sultan à Larnaca en bordure du lac salé sur l'île de Chypre.